# 哈爾弗法里根嶺
71°10′S 6°40′W / 71.167°S 6.667°W
哈爾弗法里根嶺（英語：Halvfarryggen Ridge）是南極洲的山嶺，位於毛德皇后地，分隔埃克斯特倫冰架和傑爾巴特冰架，該山嶺由冰雪所覆蓋，由1956至1960年的挪威探險隊命名。